# O vivere o ridere
O vivere o ridere è l'ottavo album in studio di Enzo Jannacci.

## Il disco
Come il precedente, O vivere o ridere fu registrato negli studi Regson di Milano nel mese di giugno 1976; il tecnico del suono è Gianluigi Pezzera, e la copertina del disco è di Renato Queirolo. Le eccezioni sono Tira a campà, registrata a maggio negli studi Ortophonic di Roma, Rido, sempre in maggio negli studi Ricordi di Milano, e Senza i dané,  negli studi Fonorama di Milano.
L'album è stato ristampato su CD e pubblicato nel mese di dicembre 2011 grazie all'intervento di Paolo Jannacci e dell'etichetta Alabianca.
L'album contiene una versione particolarmente ironica di Vivere, volutamente storpiata e stonata, con il sottofondo di altri avventori che tentano invano di correggerlo.

## Tracce
Testi e musiche di Enzo Jannacci, tranne dove indicato diversamente tra parentesi.
1. Vivere – 5:06 (Cesare Andrea Bixio)
2. La storia del mago – 6:42
3. Per la moto non si dà – 3:07 (testo: Dario Fo)
4. Statu quo – 3:10 (testo: Enzo Jannacci e Beppe Viola)
5. Dagalterun fandango – 3:23
6. Senza i dané – 3:35 (testo: Enzo Jannacci e Massimo Boldi)
7. Tira a campà – 5:10 (testo: Lina Wertmüller e Beppe Viola)
8. Rido – 2:33 (testo: Girolamo Melis e Beppe Viola)
9. Quando il sipario... – 3:58

## Formazione
- Enzo Jannacci – voce, tastiera
- Gigi Cappellotto – basso
- Tullio De Piscopo – batteria
- Sergio Farina – chitarra, tromba
- Bruno De Filippi – chitarra, cori, armonica a bocca
- Pino Sacchetti – flauto, sax
- Paolo Tomelleri – clarino